# Роотс, Ян Фердинандович
Ян Фердинандович Роотс (эст. Jaan Roots, род. 27 июля 1933, Волость Выхмута) — советский эстонский борец классического стиля, чемпион и призёр чемпионатов СССР, мастер спорта СССР (1956).

## Биография
Увлёкся борьбой в 1949 году.
Участвовал в девяти чемпионатах СССР (1957—1967). Победитель международных турниров. Тренировался под руководством Эдгара Пуусеппа. Выступал в средней весовой категории (до 79 кг).

## Спортивные результаты
- Чемпионат СССР по классической борьбе 1962 года — ;
- Классическая борьба на летней Спартакиаде народов СССР 1963 года — ;
- Чемпионат СССР по классической борьбе 1964 года — ;